# Hannah Waddingham
Hannah Waddingham (Londres, 28 de julho de 1974) é uma atriz e cantora inglesa, conhecida por interpretar Rebecca Welton na série Ted Lasso, pelo qual ganhou o Emmy de melhor atriz coadjuvante em Série de comédia em 2021 e 2022, e o Critics' Choice Television Awards de melhor atriz coadjuvante em Série de comédia em 2021 e 2022.
Hannah Waddingham também é conhecida por fazer parte do elenco da série Game of Thrones, da HBO, e da série britânica Sex Education, da Netflix.

## Início da Vida
Waddingham nasceu em Wandsworth, em Londres. Sua mãe, Melodie Kelly, era cantora de ópera, assim como seus avós maternos. Sua mãe se juntou ao English National Opera quando Hannah tinha oito anos, e ela cresceu em torno do teatro.
Waddingham formou-se na Academy of Live and Recorded Arts. Ela tem uma Extensão vocal de quatro oitavas. Ela começou a atuar no Teatro com jantar, atuando na comédia interativa Joni and Gina's Wedding.

## Filmografia

### Televisão
| Ano          | Titulo                            | Papel                        | Notas                                                    |
| ------------ | --------------------------------- | ---------------------------- | -------------------------------------------------------- |
| 2002         | Coupling                          | Jenny Turbot                 |                                                          |
| 2002         | Brookside                         | Georgina Savage              | 1 episódio                                               |
| 2003, 2006   | My Hero                           | Lula / Miranda / Thermowoman |                                                          |
| 2005         | William and Mary                  | Penelope                     |                                                          |
| 2005         | Footballers' Wives                | Jools                        |                                                          |
| 2005         | Hollyoaks: Let Loose              | Sra. Robertson               |                                                          |
| 2006         | The Only Boy for Me               | Melissa                      | Telefilme                                                |
| 2008         | Doctors                           | Dixie Deadman                |                                                          |
| 2009         | M.I. High                         | Alannah Sucrose              | 1 episódio                                               |
| 2010         | Marple                            | Lola Brewster                | 1 episódio                                               |
| 2010–2011    | My Family                         | Katie                        | 3 episódios                                              |
| 2011         | Agatha Christie's Marple          | Lola Brewster                | 1 episódio                                               |
| 2011         | Not Going Out                     | Jane                         | 1 episódio                                               |
| 2012         | Bad Education                     | Loretta                      | 1 episódio                                               |
| 2014         | Our Gay Wedding: The Musical      | Ela mesma                    |                                                          |
| 2014         | Benidorm                          | Tonya Dyke                   | Elenco principal, 7 episódios (Temporada 6)              |
| 2015         | Partners in Crime                 | Loira Assassina              | 3 episódios; Minissérie                                  |
| 2015–2016    | Game of Thrones                   | Septa Unella                 | 8 episódios                                              |
| 2016         | The Entire Universe               | Ela mesma                    |                                                          |
| 2016         | Josh                              | Phillipa                     |                                                          |
| 2017         | 12 Monkeys                        | Magdalena                    |                                                          |
| 2018–2019    | Krypton                           | Jax-Ur / Sela-Sonn           | Recorrente (Temporada 1); Elenco principal (Temporada 2) |
| 2019–present | Sex Education                     | Sofía Marchetti              | Papel recorrente, 11 episódios                           |
| 2020–2023    | Ted Lasso                         | Rebecca Welton               | Elenco principal                                         |
| 2021         | Midsomer Murders                  | Mimi Dagmar                  | 1 episódio                                               |
| 2022         | RuPaul's Drag Race UK             | Jurada convidada             | Temporada 4                                              |
| 2022         | Willow                            | Hubert                       | 1 episódio                                               |
| 2023         | Tom Jones                         | Lady Bellaston               | 4 episódios                                              |
| 2023         | Festival Eurovisão da Canção 2023 | Co-apresentadora             | Apresentadora das semifinais e da grande final           |

### Cinema
| Ano  | Titulo                                        | Papel              | Notas        |
| ---- | --------------------------------------------- | ------------------ | ------------ |
| 2008 | Um Louco Apaixonado                           | Elizabeth Maddox   |              |
| 2012 | Os Miseráveis                                 | Operária           |              |
| 2018 | Winter Ridge                                  | Joanne Hill        |              |
| 2019 | As Trapaceiras                                | Shiraz             |              |
| 2022 | Abracadabra 2                                 | Mãe Bruxa          |              |
| 2024 | O Dublê                                       | Gail Meyer         |              |
| 2024 | Garfield - Fora de Casa                       | Jinx (voz)         |              |
| 2024 | Mission: Impossible – Dead Reckoning Part Two | TBA                | Pós-produção |
| 2025 | Lilo & Stitch                                 | Grand Councilwoman | Voz          |
| 2025 | The Smurfs Movie                              | TBA (voz)          | Em produção  |